# إليسا سلوتكين
إليسا بلير سلوتكين (من مواليد 10 يوليو 1976) هي سياسية أمريكية تعمل كنائب للولايات المتحدة عن الدائرة الثامنة في ميشيغان منذ عام 2019. عضو في الحزب الديمقراطي، سبق لها أن خدمت في وكالة الاستخبارات المركزية كمحلل وفي مكتب وزارة الدفاع. دائرتها الانتخابية، التي كانت ممثلة ذات مرة من قبل السناتور الأمريكية الحالية ديبي ستابنو، مقرها في عاصمة ولاية لانسينغ. وتمتد إلى الضواحي الشمالية الخارجية لديترويت.